# Bonniers Bokklubb

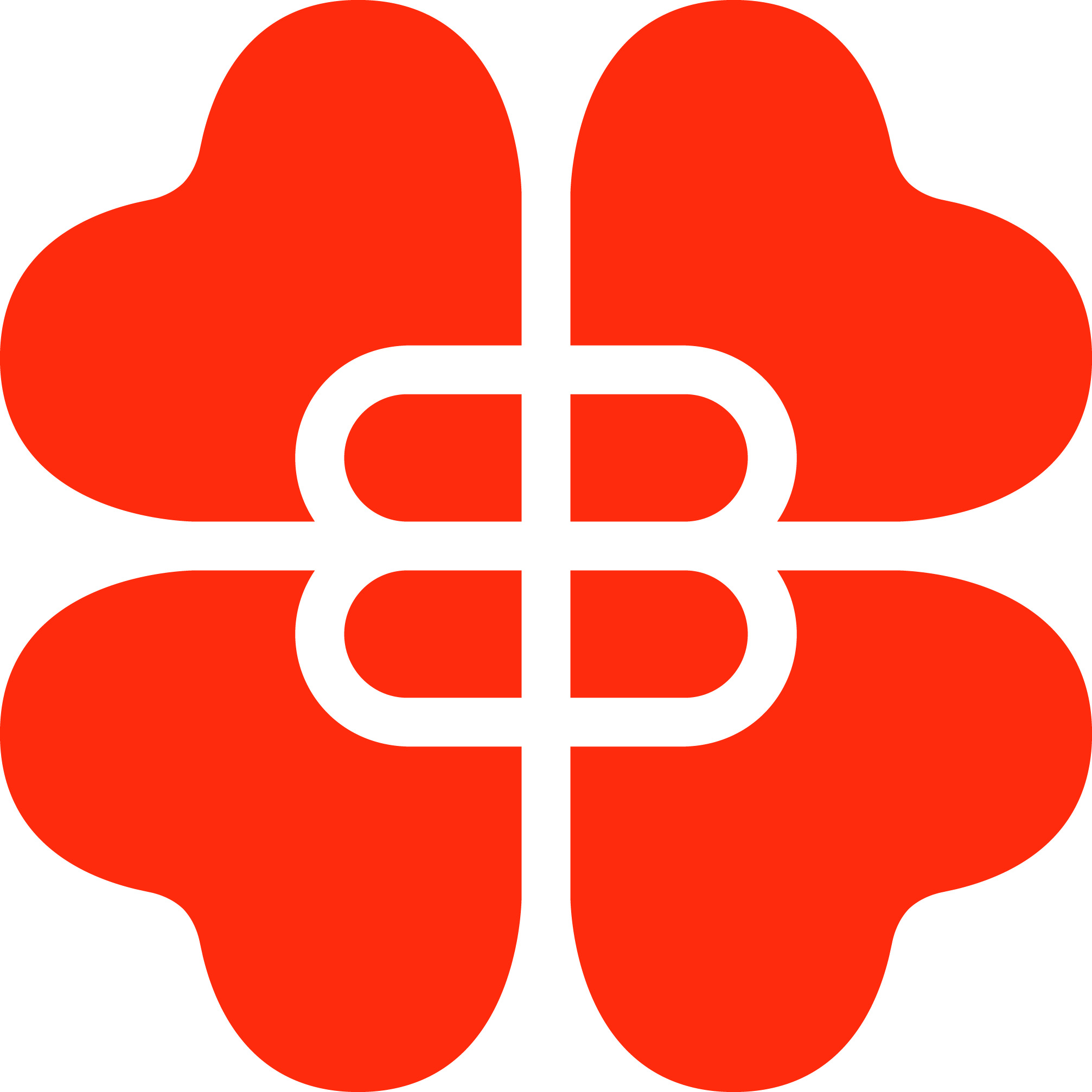
Bonniers Bokklubbs logotyp.

Bonniers Bokklubb är en bokklubb som startades 1970 och är en del av Bonnierförlagen. Bokklubben hade 2022 cirka 150 000 medlemmar. 
Bokklubbarna har cirka 20 anställda, varav fyra litteraturredaktörer. Dessa väljer varje månad ut och presenterar ett kurerat urval av alla svenska förlags utgivning till medlemmarna. Det aktuella urvalet presenteras i medlemstidningen Bokspegeln och på bokklubbens webbplats.

## Årets bok
Bonniers Bokklubb delar, sedan 2016, årligen ut litteraturpriset Årets bok. Till priset nominerar litteraturredaktörer från Bonniers Bokklubb och Månadens Bok 12 st titlar. Vinnaren utses sedan genom omröstning bland hela svenska folket.